# Vyšėjšaja Liha 2015
La Vyšėjšaja Liha 2015 è stata la venticinquesima edizione della massima serie del campionato bielorusso di calcio, disputato tra il 10 aprile e l'8 novembre 2015. Il BATĖ Borisov ha vinto il campionato per la dodicesima volta, la decima consecutiva, con tre giornate di anticipo. Il capocannoniere della competizione fu Mikalaj Januš, calciatore dello Šachcër Soligorsk, autore di 15 reti. Il Homel' venne retrocesso in Peršaja Liha.

## Stagione

### Novità
Dalla Vyšėjšaja Liha 2014 venne retrocesso in Peršaja Liha il Dnjapro Mahilëŭ, classificatosi all'ultimo posto e perdente lo spareggio con il Vicebsk. A seguito dell'allargamento della Vyšėjšaja Liha da 12 a 14 squadre, dalla Peršaja Liha vennero promossi il Hranit Mikašėvičy, primo classificato, lo Slavija-Mazyr, secondo classificato, e il Vicebsk, vincitore dello spareggio con il Dnjapro Mahilëŭ.

### Formula
La formula del campionato venne cambiata nuovamente. Le 14 squadre partecipanti disputarono un girone all'italiana con partite di andata e ritorno per un totale di 26 partite. La prima classificata, vincitrice del campionato, venne ammessa al secondo turno preliminare della UEFA Champions League 2016-2017, mentre la seconda e la terza classificata vennero ammesse al primo turno preliminare della UEFA Europa League 2016-2017. La squadra vincitrice della Coppa di Bielorussia venne ammessa al secondo turno preliminare della UEFA Europa League; se quest'ultima avesse concluso il campionato al secondo o al terzo posto, la quarta classificata sarebbe stata ammessa in UEFA Europa League. L'ultima classificata venne retrocessa direttamente in Peršaja Liha.

## Squadre partecipanti
| Club              | Città      | Stadio                   | Stagione 2014               |
| ----------------- | ---------- | ------------------------ | --------------------------- |
| BATĖ Borisov      | Barysaŭ    | Barysaŭ-Arėna            | Campione di Bielorussia     |
| Belšyna           | Babrujsk   | Stadio Spartak           | 10º posto in Vyšėjšaja Liha |
| Dinamo Brėst      | Brėst      | OSK Brestskiy            | 11º posto in Vyšėjšaja Liha |
| Dinamo Minsk      | Minsk      | Stadio Traktar           | 2º posto in Vyšėjšaja Liha  |
| Homel'            | Homel'     | Stadio Central'ny        | 6º posto in Vyšėjšaja Liha  |
| Hranit Mikašėvičy | Mikašėvičy | Stadio Poles'e (Luninec) | 1º posto in Peršaja Liha    |
| Minsk             | Minsk      | Stadio Torpedo           | 7º posto in Vyšėjšaja Liha  |
| Naftan            | Navapolack | Stadio Atlant            | 5º posto in Vyšėjšaja Liha  |
| Nëman             | Hrodna     | Stadio Nëman             | 8º posto in Vyšėjšaja Liha  |
| Šachcër Salihorsk | Salihorsk  | Stadio Stroitel          | 3º posto in Vyšėjšaja Liha  |
| Slavija-Mazyr     | Mazyr      | Stadio Junatsva          | 2º posto in Peršaja Liha    |
| Sluck             | Sluck      | Stadio Haradzki          | 9º posto in Vyšėjšaja Liha  |
| Tarpeda-BelAZ     | Žodzina    | Stadio Torpedo           | 4º posto in Vyšėjšaja Liha  |
| Vicebsk           | Vicebsk    | Vitebsky CSK             | 3º posto in Peršaja Liha    |

## Classifica finale
|  | Pos. | Squadra           | Pt | G  | V  | N | P  | GF | GS | DR  |
|  | ---- | ----------------- | -- | -- | -- | - | -- | -- | -- | --- |
|  | 1.   | BATĖ Borisov      | 65 | 26 | 20 | 5 | 1  | 44 | 11 | +33 |
|  | 2.   | Dinamo Minsk      | 53 | 26 | 15 | 8 | 3  | 36 | 13 | +23 |
|  | 3.   | Šachcër Salihorsk | 49 | 26 | 14 | 7 | 5  | 47 | 27 | +20 |
|  | 4.   | Belšyna           | 43 | 26 | 12 | 7 | 7  | 39 | 19 | +20 |
|  | 5.   | Hranit Mikašėvičy | 42 | 26 | 12 | 6 | 8  | 30 | 32 | -2  |
|  | 6.   | Minsk             | 40 | 26 | 12 | 4 | 10 | 29 | 28 | +1  |
|  | 7.   | Tarpeda-BelAZ     | 36 | 26 | 10 | 6 | 10 | 31 | 29 | +2  |
|  | 8.   | Nëman             | 32 | 26 | 8  | 8 | 10 | 21 | 32 | -11 |
|  | 9.   | Naftan            | 30 | 26 | 8  | 6 | 12 | 34 | 35 | -1  |
|  | 10.  | Slavija-Mazyr     | 26 | 26 | 7  | 5 | 14 | 33 | 50 | -17 |
|  | 11.  | Sluck             | 25 | 26 | 6  | 7 | 13 | 26 | 30 | -4  |
|  | 12.  | Dinamo Brėst      | 24 | 26 | 7  | 3 | 16 | 23 | 42 | -19 |
|  | 13.  | Vicebsk           | 21 | 26 | 4  | 9 | 13 | 21 | 47 | -26 |
|  | 14.  | Homel'            | 18 | 26 | 5  | 3 | 18 | 22 | 41 | -19 |

Legenda:
      Campione di Bielorussia e ammesso alla UEFA Champions League 2016-2017.
      Ammesso alla UEFA Europa League 2016-2017.
      Retrocessa in Peršaja Liha 2017.
Note.
Tre punti a vittoria, uno a pareggio, zero a sconfitta.
La classifica viene stilata secondo i seguenti criteri:
- Punti conquistati
- Partite vinte
- Punti conquistati negli scontri diretti
- Partite vinte negli scontri diretti
- Differenza reti negli scontri diretti
- Reti realizzate negli scontri diretti
- Differenza reti generale
- Reti totali realizzate
- Sorteggio

## Risultati

### Tabellone
|                   | BAT  | Bel   | DiB   | DiM  | Hom  | Hra  | Min  | Naf  | Nëm  | Šac  | Sla  | Slu  | Tar  | Vic  |
| ----------------- | ---- | ----- | ----- | ---- | ---- | ---- | ---- | ---- | ---- | ---- | ---- | ---- | ---- | ---- |
| BATĖ Borisov      | –––– | 1-0   | 1-0   | 0-1  | 2-0  | 1-1  | 1-0  | 2-1  | 7-1  | 1-1  | 1-0  | 4-1  | 1-0  | 4-0  |
| Belšyna           | 0-1  | ––––- | 2-0   | 0-2  | 3-1  | 0-1  | 4-0  | 1-1  | 0-0  | 3-1  | 2-0  | 2-0  | 1-0  | 1-1  |
| Dinamo Brest      | 0-1  | 2-1   | ––––- | 1-0  | 0-4  | 0-0  | 1-0  | 0-1  | 1-3  | 3-2  | 1-2  | 1-1  | 2-1  | 3-2  |
| Dinamo Minsk      | 0-2  | 0-0   | 4-1   | –––– | 1-0  | 1-0  | 1-1  | 2-1  | 2-0  | 1-0  | 2-0  | 2-0  | 4-0  | 0-0  |
| Homel'            | 0-0  | 2-0   | 2-0   | 1-2  | –––– | 1-2  | 3-0  | 1-4  | 0-0  | 1-3  | 0-2  | 1-3  | 0-2  | 2-0  |
| Hranit Mikašėvičy | 0-1  | 1-5   | 1-0   | 0-0  | 1-0  | –––– | 2-0  | 3-0  | 0-1  | 2-3  | 3-2  | 1-0  | 2-1  | 1-1  |
| Minsk             | 1-2  | 2-1   | 2-1   | 0-3  | 1-0  | 5-0  | –––– | 0-0  | 2-0  | 1-0  | 2-1  | 2-0  | 0-2  | 3-2  |
| Naftan            | 1-2  | 0-2   | 1-0   | 2-2  | 3-1  | 0-0  | 0-1  | –––– | 1-2  | 3-4  | 1-1  | 0-1  | 0-2  | 3-0  |
| Nëman             | 0-1  | 1-3   | 2-1   | 1-1  | 1-0  | 2-0  | 1-1  | 3-1  | –––– | 0-1  | 3-1  | 0-4  | 0-1  | 0-1  |
| Šachcër Salihorsk | 0-0  | 0-0   | 2-1   | 0-0  | 4-1  | 1-1  | 1-0  | 1-0  | 3-0  | –––– | 6-1  | 2-0  | 3-1  | 4-1  |
| Slavija-Mazyr     | 3-5  | 1-4   | 3-0   | 2-4  | 3-1  | 2-0  | 0-0  | 0-3  | 0-0  | 1-1  | –––– | 1-6  | 1-2  | 4-0  |
| Sluck             | 0-1  | 0-0   | 1-1   | 0-1  | 0-0  | 1-2  | 0-1  | 0-1  | 0-0  | 0-2  | 3-1  | –––– | 1-1  | 4-2  |
| Tarpeda-BelAZ     | 0-0  | 0-3   | 1-3   | 1-0  | 3-0  | 2-3  | 2-0  | 3-3  | 0-0  | 3-0  | 0-1  | 0-0  | –––– | 3-1  |
| Vicebsk           | 0-2  | 1-1   | 2-0   | 0-0  | 1-0  | 2-3  | 0-4  | 1-3  | 0-0  | 2-2  | 0-0  | 1-0  | 0-0  | –––– |

## Statistiche

### Classifica marcatori
| Gol |  |  | Giocatore             | Squadra                    |
| --- |  |  | --------------------- | -------------------------- |
| 15  |  |  | Mikalaj Januš         | Šachcër Salihorsk          |
| 10  |  |  | Uladzimir Chvaščynski | Minsk                      |
| 10  |  |  | Chigozie Udoji        | Dinamo Minsk               |
| 9   |  |  | Fatos Bećiraj         | Dinamo Minsk               |
| 9   |  |  | Vadzim Dzemidovič     | Naftan, Tarpeda-BelAZ      |
| 9   |  |  | Dzjanis Lapceŭ        | Slavija-Mazyr              |
| 9   |  |  | Vital' Radyënaŭ       | BATĖ Borisov               |
| 8   |  |  | Serhij Rožok          | Belšyna                    |
| 8   |  |  | Raman Vasiljuk        | Dinamo Brėst               |
| 8   |  |  | Raman Volkaŭ          | Naftan                     |
| 8   |  |  | Jahor Zubovič         | Sluck                      |
| 7   |  |  | Henadz' Bliz'njuk     | Homel'                     |
| 7   |  |  | Dzmitryj Platonaŭ     | Tarpeda-BelAZ              |
| 7   |  |  | Kiryl Pramudraŭ       | Dinamo Brėst, Dinamo Minsk |
| 7   |  |  | Pavel Sitko           | Slavija-Mazyr, Homel'      |